# Магнитогорский крановый завод
АО «Магнитогорский крановый завод» — машиностроительное предприятие в городе Магнитогорске, выпускающее грузоподъемные краны и оборудование.

## Деятельность
Изготавливает краны общего назначения грузоподъемностью до 160т и специальные краны (грейферные, металлургические, мульдомагнитные, магнитные, траверсные и пр.), козловые и полукозловые краны, консольные краны, кран-балки и прочее грузоподъемное оборудование.
Предприятие имеет полный замкнутый цикл производства, начиная с проектирования грузоподъемного оборудования, его производства и заканчивая монтажом, гарантийным и сервисным обслуживанием.

## История
Свою историю Магнитогорский крановый завод исчисляет с 1898 года как мастерские германского акционерного общества «Альфред Гутман и Компания» в Москве. На фоне революционных событий и национализации в 1917 году мастерские преобразованы в завод «Подъемник», ставший основным российским поставщиком электрических мостовых кранов для строек первых пятилеток. В годы Великой Отечественной войны завод «Подъемник» эвакуирован в Ташкент. Но ввиду удаленности Ташкента от предприятий черной металлургии, 25 июня 1943 года было принято решение организовать производство металлоконструкций мостовых кранов завода «Подъемник» в Магнитогорске под наименованием «Магнитогорский завод подъемно-транспортного оборудования и металлоконструкций треста «Союзпроммеханизация» НКТМ Союза СССР.
- Первый кран был изготовлен на открытой площадке — вручную, с применением простейшей оснастки. Затем завод был оснащен техоборудованием (токарным, фрезерным, сварочным и др.).
- В 1955 году завод был переименован в «Магнитогорский крановый завод» с непосредственным подчинением отраслевому управлению Министерства тяжелого машиностроения.
- В 1980-е годы продукция продукция завода поставлялась в страны социалистического блока: Болгарию, Вьетнам, Индонезию, Иран, Румынию, на Кубу и в другие.
- В 2007 на заводе работало около 300 человек.